# Gastronomia de Tailàndia
La gastronomia de Tailàndia és la cuina nacional de Tailàndia.
La cuina tailandesa posa èmfasi en els plats lleugerament preparats amb components aromàtics forts i un toc especiat. El xef tailandès McDang caracteritza el menjar tailandès com una demostració de "complexitat; atenció als detalls; textura; color; gust; i l'ús d'ingredients amb beneficis medicinals, així com un bon sabor", a més de tenir cura de l'aparença, l'olor dels aliments i el context. El xef australià David Thompson, expert en menjar tailandès, observa que, a diferència de moltes altres cuines, la tailandesa tracta "de fer malabars amb elements dispars per crear un acabat harmoniós. Com un acord musical complex, ha de tenir una superfície llisa però no importa el que passi a sota. La simplicitat no és el dit aquí, en absolut."
La cuina tradicional tailandesa es divideix lliurement en quatre categories: tom (plats bullits), yam (amanides picants), tam (aliments picats) i gaeng (curris). Les patates fregides, els sofregits i els plats al vapor es deriven de la cuina xinesa.
La cuina tailandesa i les tradicions i cuines culinàries dels veïns de Tailàndia, especialment Índia, Malàisia i Indonèsia, s'han influït mútuament al llarg de molts segles. Segons el monjo tailandès Buddhadasa Bhikku, la cuina tailandesa estava influenciada per la gastronomia de l'Índia; va escriure que els tailandesos van aprendre dels indis a utilitzar les espècies al menjar de diverses maneres. També van obtenir-ne els mètodes d'elaboració de medicaments a base d'herbes medicinals dels indis, i fins i tot algunes plantes van ser portades de l'Índia. Les influències occidentals, que van començar el 1511 amb l'arribada de la primera missió diplomàtica dels portuguesos, han creat plats com el foi thong (l'adaptació tailandesa del portuguès fios de ovos) i el sangkhaya, on la llet de coco substitueix la llet de vaca en la fabricació d'una crema. La influència més notable d'Occident és la introducció del bitxo americà al segle XVI o XVII; tant el bitxo com l'arròs són ara dos dels ingredients més importants de la cuina tailandesa. Durant l'intercanvi colombí vaixells espanyols i portuguesos van portar nous productes alimentaris d'Amèrica, inclosos tomàquets, blat de moro, papaia, pinya, carbasses, coriandre americà, anacards i cacauets.
El 2017, set plats tailandesos van aparèixer en la llista "World's 50 Best Foods" ("50 millors aliments del món"), una enquesta en línia de 35.000 persones a tot el món feta per CNN Travel. Tailàndia tenia més plats a la llista que qualsevol altre país: tom yam goong (4t), pad thai (5è), som tam (6è), curri massaman (10è), curri verd (19è), arròs fregit tailandès (24è) i nam tok mu (36è).
Alguns plats com el koi pla, pla som, i jaewbhongkoi s'elaboren amb peix cru, el que provoca que hi hagi un risc d'infectar-se amb alguns helmints, com ara Opisthorchis viverrini, un trematode que provoca l'opistorquiosi.